# Gabon na Letnich Igrzyskach Paraolimpijskich 2008
Gabon na Letnich Igrzyskach Paraolimpijskich reprezentował 1 zawodnik.

## Kadra

### Lekkoatletyka
- Thierry Mabicka
  - 800 metrów - T54
  - rzut oszczepem - F57/58